# Cartierul Titu Perția, Făgăraș
Titu Perția este un cartier al Municipiului Făgăraș din județul Brașov, Transilvania, România.